# Solo-Superia
La Solo-Superia è stata una squadra maschile belga di ciclismo su strada, attiva tra i professionisti dal 1961 al 1966.
La squadra ebbe tra le sue file i campioni belgi Rik Van Steenbergen, negli ultimi anni di carriera, e Rik Van Looy. Nel 1965 il direttore sportivo Hugo Mariën fece inoltre debuttare da professionista il giovane Eddy Merckx. Con questi tre ciclisti ottenne anche numerosi successi per quanto riguarda la pista.

## Cronistoria

### Annuario
| Anno | Codice | Nome                        | Cat. | Biciclette      | Dirigenza                                   |
| ---- | ------ | --------------------------- | ---- | --------------- | ------------------------------------------- |
| 1961 | -      | Solo-Van Steenbergen        | -    | Van Steenbergen | Dir. sportivi: Robert Naeye                 |
| 1962 | -      | Solo-Van Steenbergen        | -    | Van Steenbergen | Dir. sportivi: Robert Naeye                 |
| 1963 | -      | Solo-Terrot-Van Steenbergen | -    | Terrot          | Dir. sportivi: Robert Naeye                 |
| 1964 | -      | Solo-Superia                | -    | Superia         | Dir. sportivi: Robert Naeye                 |
| 1965 | -      | Solo-Superia                | -    | Superia         | Dir. sportivi: Hugo Mariën                  |
| 1966 | -      | Solo-Superia                | -    | Superia         | Dir. sportivi: Hugo Mariën, Firmin Verhelst |

## Palmarès

### Grandi Giri
- Giro d'Italia

Partecipazioni: 0
- Tour de France

Partecipazioni: 4 (1963, 1964, 1965, 1966)
Vittorie di tappa: 15
1963: 2 (2 Roger De Breuker)
1964: 6 (4 Sels, 1 Van De Kerckhove, 1 Derboven)
1965: 4 (2 Rik Van Looy, 1 Van De Kerckhove, 1 Sorgeloos, 1 Sels)
1966: 2 (2 Sels)
Vittorie finali: 0
Altre classifiche: 0
- Vuelta a España

Partecipazioni: 2 (1964, 1965)
Vittorie di tappa: 12
1964: 4 (1 Edward Sels, 1 Rik Van Looy, 1 Armand Desmet, 1 Henri De Wolf)
1965: 8 (8 Rik Van Looy)
Vittorie finali: 0
Altre classifiche: 1
1965: Punti (Rik Van Looy)

### Classiche monumento
- Giro delle Fiandre: 1

1966 (Edward Sels)
- Parigi-Roubaix: 1

1965 (Rik Van Looy)

### Campionati nazionali
Strada
- Campionati belgi: 1

In linea: 1964 (Edward Sels)
Pista
- Campionati belgi: 11

Derny: 1961 (Van Steenbergen)
Omnium: 1961, 1963 (Van Steenbergen); 1965, 1966 (Sercu)
Americana: 1961, 1962 (Van Steenbergen & Severeyns); 1963 (De Munster); 1964, 1966 (Sercu)
Inseguimento: 1964 (Scrayen)